# I want to wake up with you
I want to wake up with you is een lied geschreven door Ben Peters. De Engelstalige versie van het lied werd minstens tien keer op de plaat vastgelegd. De meest bekende opnames zijn deze van Mac Davis (softrock in 1980), John Holt (reggae), Boris Gardiner (reggae in 1986) en Engelbert Humperdinck (ballad in 2001).
De reggaezanger Boris Gardiner had een wereldwijde hit met dit nummer. Het is afkomstig van zijn album Everything to me. Hij scoorde in het Verenigd Koninkrijk drie weken achtereen een nummer 1-positie met dit lied dat 15 weken in deze hitlijst stond.

## Hitnoteringen

### Nederlandse Top 40
| Hitnotering: 23-08-1986 t/m 01-11-1986 | Hitnotering: 23-08-1986 t/m 01-11-1986 | Hitnotering: 23-08-1986 t/m 01-11-1986 | Hitnotering: 23-08-1986 t/m 01-11-1986 | Hitnotering: 23-08-1986 t/m 01-11-1986 | Hitnotering: 23-08-1986 t/m 01-11-1986 | Hitnotering: 23-08-1986 t/m 01-11-1986 | Hitnotering: 23-08-1986 t/m 01-11-1986 | Hitnotering: 23-08-1986 t/m 01-11-1986 | Hitnotering: 23-08-1986 t/m 01-11-1986 | Hitnotering: 23-08-1986 t/m 01-11-1986 | Hitnotering: 23-08-1986 t/m 01-11-1986 | Hitnotering: 23-08-1986 t/m 01-11-1986 |
| Week:                                  | 1                                      | 2                                      | 3                                      | 4                                      | 5                                      | 6                                      | 7                                      | 8                                      | 9                                      | 10                                     | 11                                     |                                        |
| -------------------------------------- | -------------------------------------- | -------------------------------------- | -------------------------------------- | -------------------------------------- | -------------------------------------- | -------------------------------------- | -------------------------------------- | -------------------------------------- | -------------------------------------- | -------------------------------------- | -------------------------------------- | -------------------------------------- |
| Positie:                               | 40                                     | 23                                     | 16                                     | 9                                      | 5                                      | 4                                      | 4                                      | 8                                      | 13                                     | 18                                     | 26                                     | uit                                    |

### NederlandseSingle Top 100
| Hitnotering: 23-08-1986 t/m 25-10-1986 | Hitnotering: 23-08-1986 t/m 25-10-1986 | Hitnotering: 23-08-1986 t/m 25-10-1986 | Hitnotering: 23-08-1986 t/m 25-10-1986 | Hitnotering: 23-08-1986 t/m 25-10-1986 | Hitnotering: 23-08-1986 t/m 25-10-1986 | Hitnotering: 23-08-1986 t/m 25-10-1986 | Hitnotering: 23-08-1986 t/m 25-10-1986 | Hitnotering: 23-08-1986 t/m 25-10-1986 | Hitnotering: 23-08-1986 t/m 25-10-1986 | Hitnotering: 23-08-1986 t/m 25-10-1986 | Hitnotering: 23-08-1986 t/m 25-10-1986 |
| Week:                                  | 1                                      | 2                                      | 3                                      | 4                                      | 5                                      | 6                                      | 7                                      | 8                                      | 9                                      | 10                                     |                                        |
| -------------------------------------- | -------------------------------------- | -------------------------------------- | -------------------------------------- | -------------------------------------- | -------------------------------------- | -------------------------------------- | -------------------------------------- | -------------------------------------- | -------------------------------------- | -------------------------------------- | -------------------------------------- |
| Positie:                               | 49                                     | 21                                     | 9                                      | 10                                     | 7                                      | 9                                      | 14                                     | 17                                     | 24                                     | 37                                     | uit                                    |

### VlaamseRadio 2 Top 30
| Hitnotering: (Week 1) 06-09-1986 Hitnotering: (Week 2 t/m 8) 20-09-1986 t/m 01-11-1986 | Hitnotering: (Week 1) 06-09-1986 Hitnotering: (Week 2 t/m 8) 20-09-1986 t/m 01-11-1986 | Hitnotering: (Week 1) 06-09-1986 Hitnotering: (Week 2 t/m 8) 20-09-1986 t/m 01-11-1986 | Hitnotering: (Week 1) 06-09-1986 Hitnotering: (Week 2 t/m 8) 20-09-1986 t/m 01-11-1986 | Hitnotering: (Week 1) 06-09-1986 Hitnotering: (Week 2 t/m 8) 20-09-1986 t/m 01-11-1986 | Hitnotering: (Week 1) 06-09-1986 Hitnotering: (Week 2 t/m 8) 20-09-1986 t/m 01-11-1986 | Hitnotering: (Week 1) 06-09-1986 Hitnotering: (Week 2 t/m 8) 20-09-1986 t/m 01-11-1986 | Hitnotering: (Week 1) 06-09-1986 Hitnotering: (Week 2 t/m 8) 20-09-1986 t/m 01-11-1986 | Hitnotering: (Week 1) 06-09-1986 Hitnotering: (Week 2 t/m 8) 20-09-1986 t/m 01-11-1986 | Hitnotering: (Week 1) 06-09-1986 Hitnotering: (Week 2 t/m 8) 20-09-1986 t/m 01-11-1986 | Hitnotering: (Week 1) 06-09-1986 Hitnotering: (Week 2 t/m 8) 20-09-1986 t/m 01-11-1986 |
| Week:                                                                                  | 1                                                                                      |                                                                                        | 2                                                                                      | 3                                                                                      | 4                                                                                      | 5                                                                                      | 6                                                                                      | 7                                                                                      | 8                                                                                      |                                                                                        |
| -------------------------------------------------------------------------------------- | -------------------------------------------------------------------------------------- | -------------------------------------------------------------------------------------- | -------------------------------------------------------------------------------------- | -------------------------------------------------------------------------------------- | -------------------------------------------------------------------------------------- | -------------------------------------------------------------------------------------- | -------------------------------------------------------------------------------------- | -------------------------------------------------------------------------------------- | -------------------------------------------------------------------------------------- | -------------------------------------------------------------------------------------- |
| Positie:                                                                               | 20                                                                                     | uit                                                                                    | 14                                                                                     | 6                                                                                      | 4                                                                                      | 6                                                                                      | 14                                                                                     | 11                                                                                     | 30                                                                                     | uit                                                                                    |

### NPO Radio 2 Top 2000
I want to wake up with you stond alleen in 1999 in de NPO Radio 2 Top 2000, op plek 1916.